# گراس پوینت بلنک
گراس پوینت بلنک (به انگلیسی: Grosse Pointe Blank) فیلمی محصول سال ۱۹۹۷ و به کارگردانی جرج آرمیتاژ است. در این فیلم بازیگرانی همچون جان کیوسک، مینی درایور، آلن آرکین، دن اکروید، جون کیوسک، جرمی پیون، هانک آزاریا، باربارا هریس، میچل رایان، تاد فریمن، مایکل کادلیتز، بنی ارکیدز، جنا الفمن، ان کیوسک و بلیتا مورنو ایفای نقش کرده‌اند.